# Charlie Whiting
Charles Charlie Whiting (ur. 12 sierpnia 1952 w Kent, zm. 14 marca 2019 w Melbourne) – brytyjski delegat techniczny Fédération Internationale de l’Automobile w Formule 1.

## Życiorys
Zaangażował się w sporty motorowe, gdy zaczął pomagać swojem bratu – Nickowi. Przygotowywał jego salon i samochody rajdowe w bazie w West Kingsdown. W 1977 roku Whiting rozpoczął pracę dla Hesketh Racing w Easton Neston. Pod koniec roku zespół został zamknięty, a Whiting przeniósł się do Brabhama i rozpoczął pracę w Weybridge. W ciągu kilku lat awansował na stanowisko szefa mechaników, a następnie na stanowisko głównego inżyniera. W tym zespole pracował do końca 1987 roku.
W 1988 roku został delegatem technicznym Fédération Internationale de l’Automobile w Formule 1. W 1997 roku stał się także dyrektorem wyścigu FIA i delegatem do spraw bezpieczeństwa. Rozpoczynał wyścigi, a także był szefem działu technicznego FIA w Formule 1 i konsultantem Automobile Competition Committee for the United States.
Był członkiem British Racing Drivers’ Club.
Zmarł 14 marca 2019 w Melbourne w wieku 66 lat, w wyniku zatoru płucnego, trzy dni przed Grand Prix Australii.